# Paul Koster
Paul Koster is een Nederlands bestuurder. Van 1 oktober 2014 tot 1 oktober 2021 was hij directeur van de VEB. Eerder was Koster bestuurslid van de Autoriteit Financiële Markten (AFM) en voorzitter van CESR-fin, de organisatie verantwoordelijk voor de implementering van de International Accounting Standards (IAS/IFRS) binnen Europa.
Hiervoor was hij drie jaar lang executive vice president bij Koninklijke Philips Electronics N.V. In die functie was hij chief auditor voor Philips Group wereldwijd. Van 1988 tot 1998 was Koster senior managing partner van Coopers & Lybrand (Corporate Finance), tegenwoordig onderdeel van PricewaterhouseCoopers. In de periode 1986 tot 1988 bekleedde hij de functie van Hoofd Controle Bureau van de Amsterdam Exchanges N.V. (AEX), en tevens was hij plaatsvervangend Commissaris voor de Notering.
Van 1985 tot 1986 was Koster financieel directeur van CBS Records. Daarvoor werkte hij (van 1983 tot 1984) als directeur interne controle voor Continental Grain Inc. in New York. Van 1976 tot 1982 had Koster externe accountantsverantwoordelijkheden bij Arthur Andersen. Hij begon zijn carrière als management trainee bij Akzo Chemie.
Koster heeft de NIVRA-opleiding tot registeraccountant gevolgd.

## Persoonlijk
Koster is getrouwd en heeft een zoon en een dochter.